# Cubocephalus maurus
Cubocephalus maurus là một loài tò vò trong họ Ichneumonidae.